# Leptosittaca branickii
Il parrocchetto piumedorate (Leptosittaca branickii Berlepsch e Stolzmann, 1894) è un uccello della famiglia degli Psittacidi. È l'unica specie del genere Leptosittaca Berlepsch e Stolzmann, 1894.

## Descrizione
L'adulto ha una taglia attorno ai 35 cm, piumaggio base verde, più chiaro nelle parti ventrali, presenta un segno giallo dorato dalla cera alla nuca che passa a cavallo dell'occhio e una zebratura rossiccia sul basso petto; compare una colorazione rossiccia anche nel sottoala e nella parte inferiore della coda. Ha anello perioftalmico chiaro, iride arancio e becco grigiastro, come le zampe. Non presenta dimorfismo sessuale.

## Distribuzione
Vive sulle Ande, tra Colombia e Perù.

## Biologia
Predilige le foreste temperate andine, a quote tra i 1400 e i 3400 metri.